# Bernardo di Utrecht
Bernardo di Utrecht (noto anche come Bernard d'Utrecht, latinizzato Bernardus Ultrajectensis; Utrecht, ...) è un presbitero e scrittore olandese della Chiesa cattolica.
Vissuto alla fine dell'XI secolo, fu noto per un commento allegorico all'Ecloga di Teodulo, un testo scolastico latino di uso comune.
Secondo il suo editore moderno R. B. C. Huyghens, in esso «gli studenti di storia della medicina troveranno la prima menzione dell'autopsia, i filosofi la più antica citazione della "Florentina", la versione latina degli Analitici primi di Aristotele (per la quale fino a poco tempo fa Abelardo e Giovanni di Salisbury erano i riferimenti più antichi), e gli storici la versione più antica della storia del patto tra il Diavolo e papa Silvestro II.